# Scink šalomounský
Scink šalomounský (Corucia zebrata), známý též jako scink šalamounský a scink stromový, je ještěr z čeledi scinkovití (Scincidae) a monotypického rodu Corucia. Druh popsal John Edward Gray v roce 1855 a jsou známy celkem 2 poddruhy. Jedná se o endemit Šalomounových ostrovů. Vyskytuje se v tropických deštných lesích a jako jediný scink žije na stromech. Je to soumračný a noční tvor, ve dne odpočívá v dutinách stromů. Je největším scinkem, měří kolem 81 cm. Má chápavý ocas. Zbarvení druhu se liší mezi jednotlivými oblastmi.
Scink šalomounský je teritoriální druh žijící v malých koloniích, někdy se může chovat agresivně. Vydrážděný jedinec zvedá tělo a vydává syčivé zvuky, v některých případech může narušitele i pokousat. Jedná se o býložravý druh, mezi nejoblíbenější potravu patří listy, ale konzumuje i jinou rostlinnou potravu, včetně toxické šplhavnice skvrnité (Epipremnum pinnatum). K udržování zdravé střevní flóry pojídá vlastní trus, tato vlastnost je typická především pro mláďata. Druh je monogamní, doba březosti činí 6 až 9 měsíců. Poté se samici narodí 1 až 2 mláďata, o která se pečlivě stará.
Nebezpečí pro tento druh představuje ničení přirozeného prostředí následkem těžby dřeva a rozrůstáním obyvatelstva, někde je loven pro jídlo. Je zapsán do přílohy II v rámci CITES, Mezinárodní svaz ochrany přírody druh považuje za téměř ohrožený.

## Nomenklatura
Scink šalomounský patří do čeledi scinkovití (Scincidae) a monotypického rodu Corucia. Na Šalomounových ostrovech se tento druh vyvinul do mnoha vzhledově odlišných forem. I přes řadu různých podob tohoto ještěra jsou rozlišovány jen 2 poddruhy:
- Corucia zebrata zebrata, Gray, 1855
- Corucia zebrata alfredschmidti, Köhler, 1997[4]

Scink šalomounský se na souostroví rozšířil před asi 1 až 4 miliony lety. Místo počátku kolonizace mohl představovat ostrov Bougainville. Rozptyl přes oceán se mohl odehrávat prostřednictvím tzv. „raftingu“, tj. například na kusech vegetace vyvržených do moře, typicky na vyvrácených stromech. Scink šalomounský je stromový druh, a navíc se živí přímo stromovým listím, což mohlo tomuto způsobu kolonizace nahrávat. Nejbližšími příbuznými scinka šalomounského jsou scinkové z rodu Tiliqua a Egernia.
Druh popsal John Edward Gray pod dnes platným jménem Corucia zebrata v roce 1855. Rodové jméno Corucia pochází z latinského coruscus znamenající třpytivý a odkazuje na zbarvení těla. Druhové jméno zebrata rovněž pochází z latiny a jedná se o latinské pojmenování zebry, které poukazuje na pruhy tohoto scinka. V angličtině se tento druh nazývá několika obecnými jmény, jako prehensile-tailed skink, monkey-tailed skink nebo monkey skink, přičemž poukazují na jeho chápavý ocas, který může sloužit jako pátá končetina, podobně jako v případě některých opic.

## Výskyt

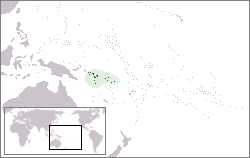
Poloha souostroví

Scink šalomounský se vyskytuje na Šalomounových ostrovech, skupině ostrovů v jihozápadním Pacifiku. V rámci poddruhů se subspecie C. z. zebrata rozšířila na ostrovech Choiseul, New Georgia, Santa Isabel, Guadalcanal, Ngel, Malaita, Makira, Ugi a Santa Ana. Subspecie alfredschmidti pochází z ostrovů Shortland Island, Bougainville a Buka. Poslední dva zmíněné ostrovy náleží státu Papua Nová Guinea.
Scink šalomounský dává přednost tropickým deštným lesům, v nichž žije ve stromovém patře, čímž se liší od ostatních druhů scinků, kteří se vyskytují na zemi; na ni scinkové šalomounští slézají pouze občasně. Často obývanými stromy jsou fíkovníky (Ficus). Tento druh může prosperovat i v částečně otevřených oblastech či zahradách, ale jen tehdy, pokud zde koexistuje s rostlinami, které mu poskytují potravu.

## Popis

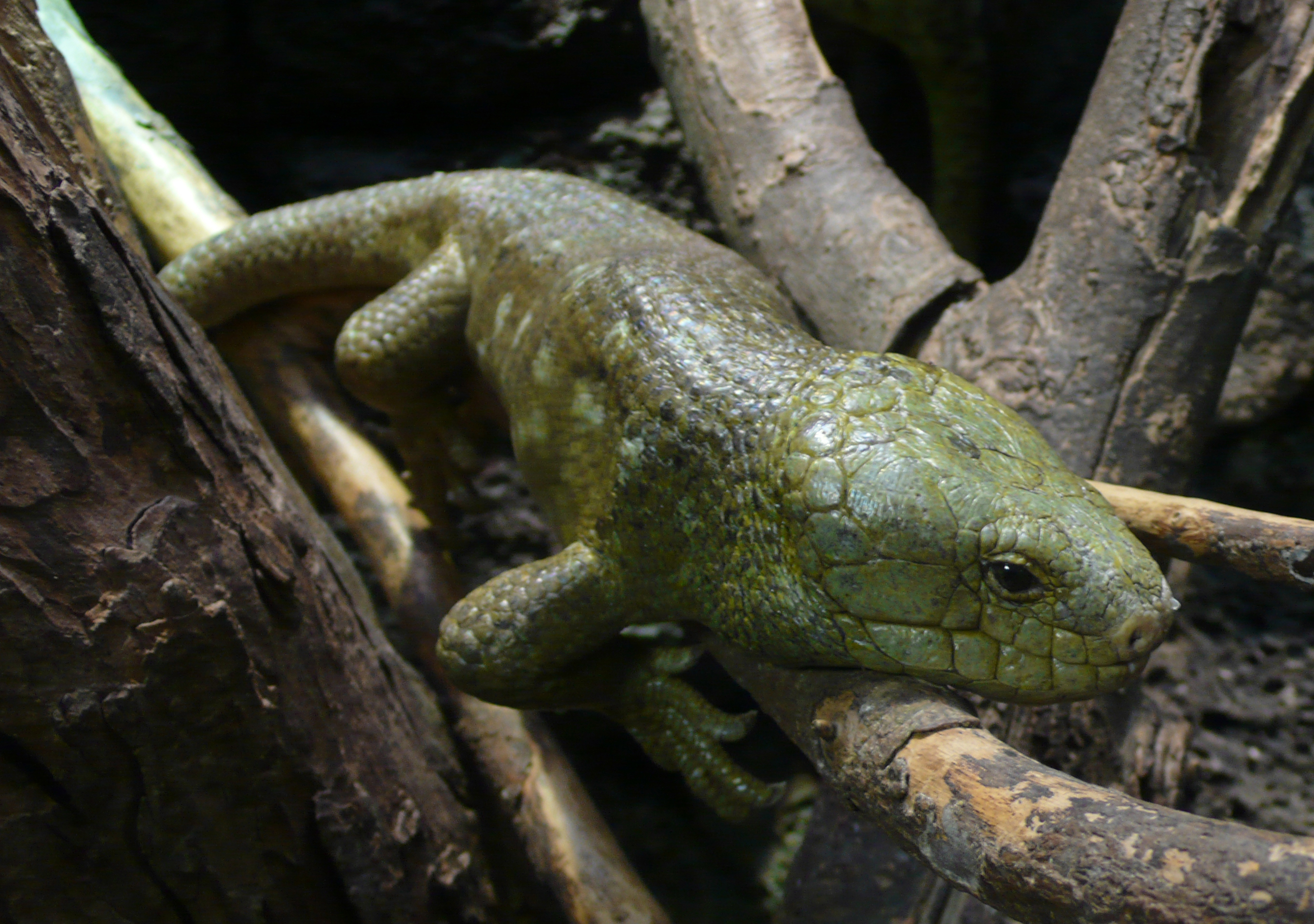
Scink šalomounský

Scink šalomounský je největším druhem scinka; na délku měří od špičky nosu do konce ocasu kolem 81 cm. Ocas je zaoblený a dlouhý, zabírá až 2/3 těla. Scink šalomounský je jediným scinkem, u ěhož má chápavou funkci, scinkové jej dovedou – podobně jako některé opice – používat k pohybu po stromech s funkcí páté končetiny. Hlava druhu je klínovitá a masivní, dobře jsou na ní patrné velké nosní otvory. Končetiny jsou opatřeny prsty s drápy, které umožňují šplh po větvích.
Zbarvení a stavba těla scinků šalomounských se liší ostrov od ostrova. C. z. alfredschmidti žijící na ostrově Bougainville je obvykle velký, ale ne zavalitý, tělo je olivové až hnědé, s viditelným páskováním; hlava je jednotně zeleně zbarvená, avšak se žlutavými znaky na bradě a u nozder. C. z. zebrata z ostrova Isabel je velmi mohutně stavěný, zeleně až olivově zbarvený (vzácně hnědošedý), s výrazným páskováním a s temně zelenou až olivovou hlavou a žlutavým hrdlem. C. z. zebrata z Malaity je taktéž mohutný, zbarvení se pohybuje na těle od zelené po olivovou, se silně kontrastním proužkováním. Hlava je jednotně olivová až popelavě zelená, se žlutavým hrdlem. C. z. zebrata z Guadalcanalu dosahuje menších rozměrů, zbarvení je velmi variabilní a pohybuje se přes světlezelené až po zelenohnědou, proužkování je nevýrazné. Po těle jsou často rozptýleny černé šupiny. Zbarvení hlavy se pohybuje od žluté přes rezavou až po červenohnědou. Společným znakem je, že všechny typy poddruhů C. z. zebrata mají oční bělimu bílé barvy, zatímco C. z. alfredschmidti černé. Rovněž duhovky obou poddruhů mají odlišné zbarvení. Samci mají vzor šupin ve tvaru písmene V těsně za kloakálním otvorem, který se u samiček skinků neobjevuje. K rozeznávání pachů používá scink šalomounský Jacobsonův orgán.

## Chování

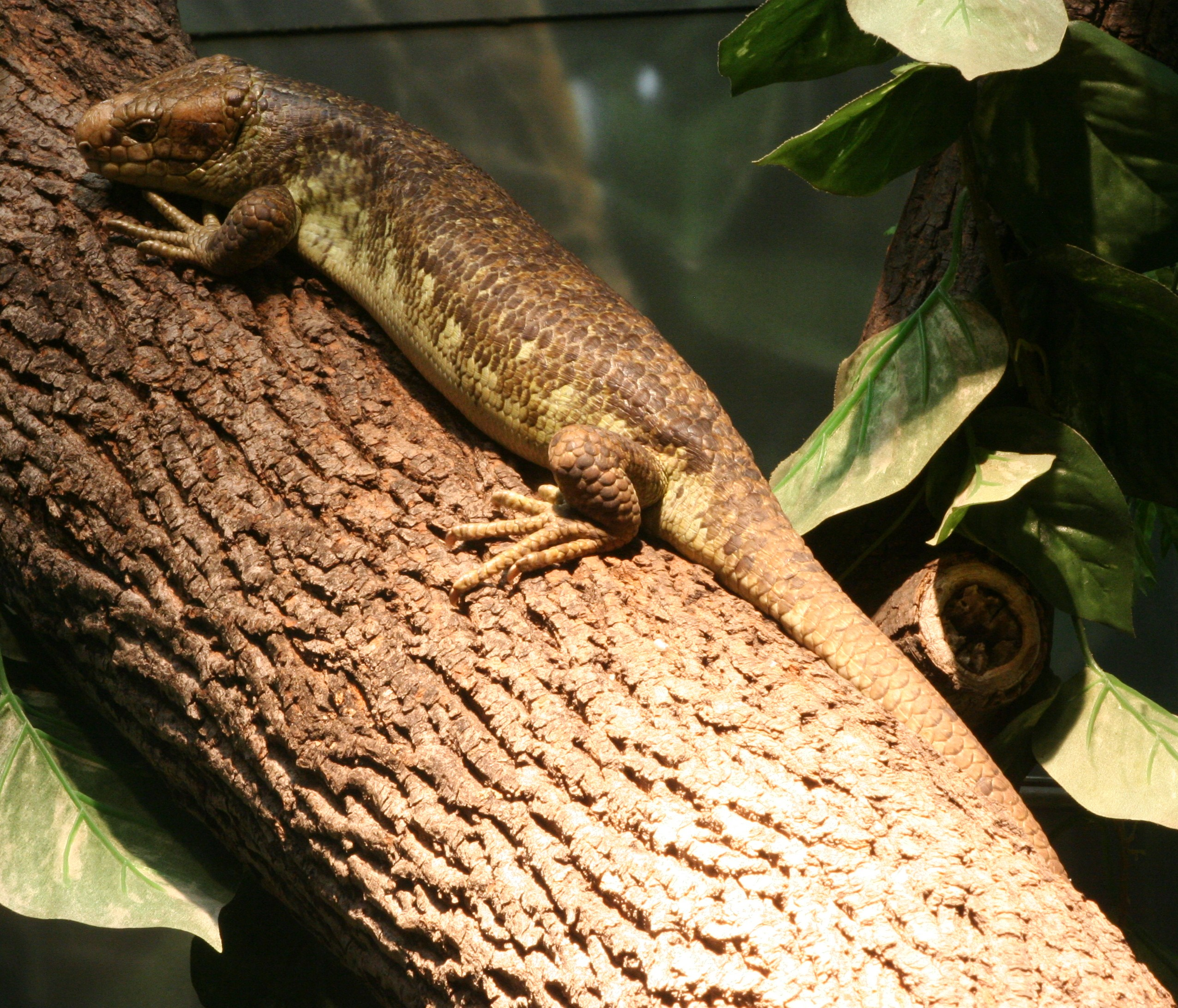
Scink šalomounský v ZOO Buffalo

Scink šalomounský je noční a soumračné zvíře, ve dne odpočívající v dutinách stromů. Potravu shání obyčejně za soumraku, někdy též během úsvitu. Má celkem dobrý zrak, na který spoléhá při hledání potravy i ochraně před predátory. Důležitým smyslem je však především čich, který slouží k identifikaci členů skupiny. Pachové částečky jsou podobně jako u hadů zachyceny pomocí jazyka a vyhodnocovány v Jacobsonově orgánu.
Scink šalomounský je vysoce teritoriální tvor žijící v malých skupinkách, v nichž společně chrání i mláďata. Tyto skupinky jsou nazývány termínem circulus. Scink šalomounský je jedním z mála plazů, u kterého se objevuje podobná sociální struktura. C. z. zebrata z ostrova Malaita bývá vysoce agresivní, přičemž takové chování vykazují obě pohlaví. Mezi jedince s nejklidnější povahou patří jedinci z Guadalcanalu. Vydrážděný jedinec zvedá tělo a vydává syčivé zvuky. V některých případech může narušitele i pokousat.
Scink šalomounský je býložravý, čímž se liší od řady dalších druhů scinků. Mezi jeho nejoblíbenější potravu patří listy, pojídá však také plody a další rostlinnou potravu. Jeho jídelníček je tvořen i jedovatou šplhavnicí skvrnitou (Epipremnum pinnatum), jejíž konzumace je pro něj neškodná. Objevuje se také pojídání vlastních výkalů neboli koprofágie; zejména mláďata se s oblibou živí trusem rodičů. Toto chování patrně přispívá ke zdravé střevní flóře. Tekutiny scink přijímá tak, že pije vodu skapávající z mokrých listů.

### Rozmnožování

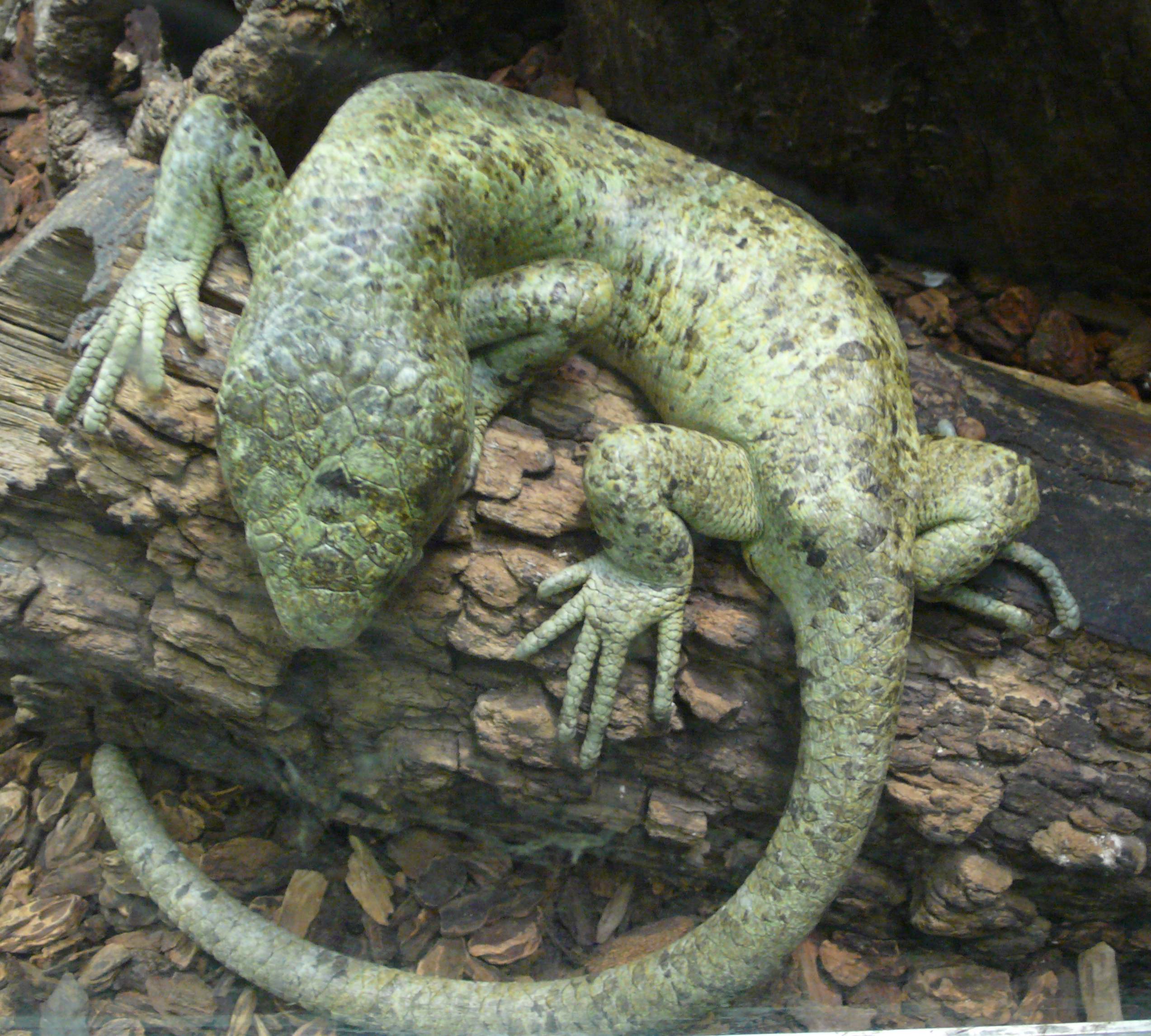
Scink šalomounský

Scink šalomounský je monogamní a má nízký rozmnožovací potenciál. Páření probíhá obvykle při západu slunce. Rozmnožovací rituál začíná tím způsobem, že se samec začne přibližovat směrem k samici a pohybovat při tom hlavou ze strany na stranu. Jakmile se k ní přiblíží na dostatečnou vzdálenost, začne ji kousat směrem od ocasu ke krku, kde ji pevně uchopí. Poté může nastat kopulace, která trvá až 1 hodinu. Páření se může opakovat i několikrát do měsíce. Doba březosti trvá přibližně 6 až 9 měsíců.
Vajíčka se líhnou ještě v děloze. Zárodky matka následně vyživuje prostřednictvím placenty, čímž je v rámci plazů výjimečná. Samice rodí většinou jedno, vzácněji dvě živá mláďata (výjimkou jsou tři), která dosahují velikosti asi 1/3 dospělce. Mláďata poddruhu C. z. alfredschmidti měří okolo 29 cm a váží asi 80 gramů. Mláďata subspecie C. z. zebrata jsou ještě mohutnější, o délce až 30 cm a hmotnosti až 175 gramů. Tyto obrovské hodnoty – ve srovnání s rozměry matky – vedly doktora Kevina Wrighta, bývalého kurátora plazů v zoologické zahradě ve Philadelphii, k přirovnání „s lidskou matkou, jež by porodila šestileté dítě”. Před porodem vykazuje samice agresivní ochranné chování a i tím je u plazů spíše výjimkou. Zároveň je toto chování ale kratší než to, co vykazují savci.
Na rozdíl od velké části jiných plazů se rodiče o mládě mohou starat i několik měsíců, přičemž se navzájem opatrují a chrání teritorium. V rámci skupiny se o mládě starají i další její členové. Přibližně po jednom roce věku, někdy i dříve, mladý jedinec opouští domovskou skupinu, někdy však v rodné skupině zůstává i déle, aniž by byl vypuzován.

## Ohrožení

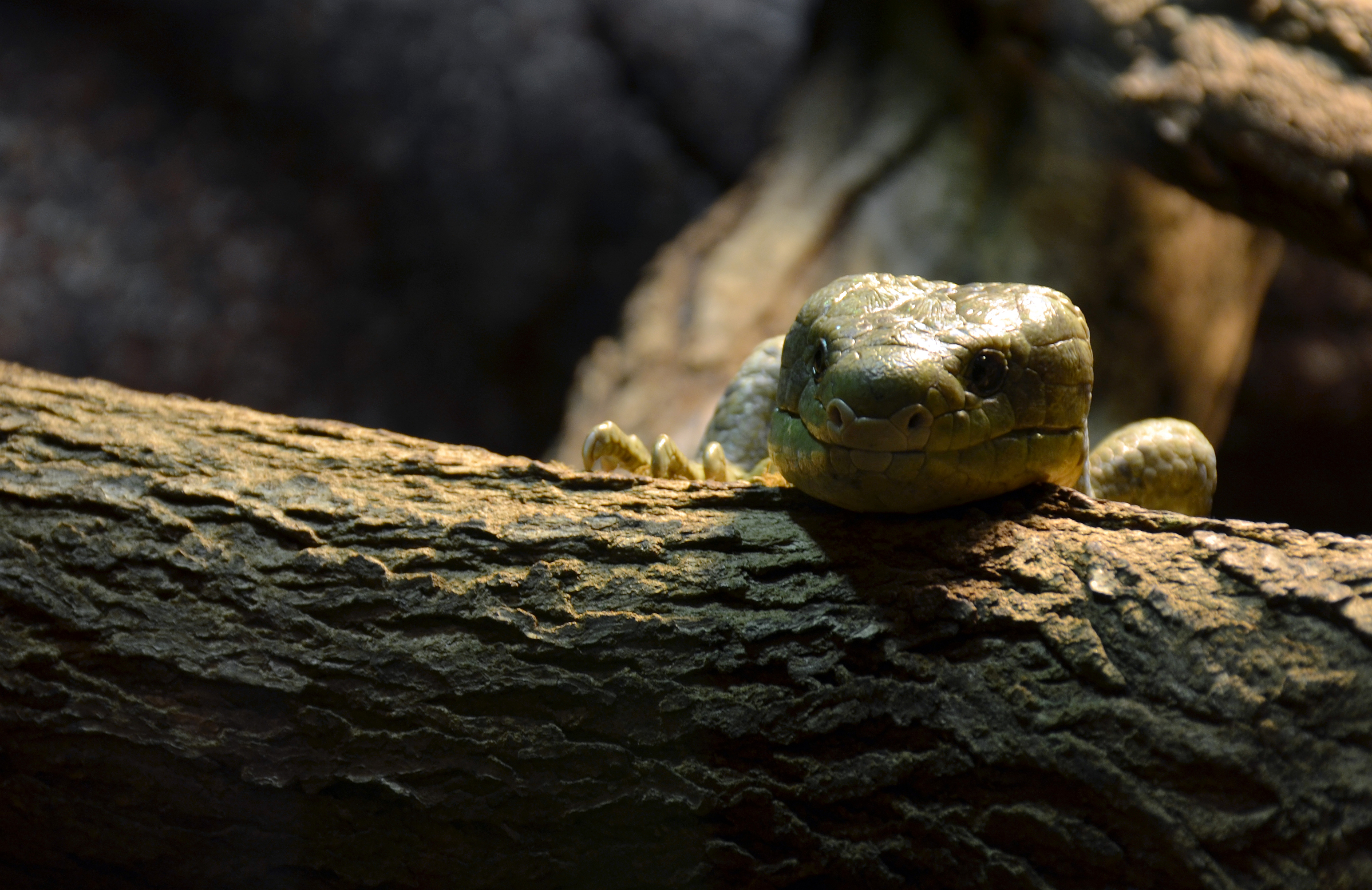
Hlava

Scink šalomounský je ohrožen především ztrátou přirozeného prostředí, mezi jejíž příčiny se řadí rozpínající se lidská populace, jež se od roku 1950 zvýšila až pětkrát, související roztřišťování biotopů a rovněž těžba dřeva, která představuje hlavní hrozbu. Na Šalomounových ostrovech je chráněno pouze zhruba 0,28 % lesního porostu. Klučení lesního porostu má na Šalomounových ostrovech i další dopady na přírodu, protože těžba je spojena se znečištěním vody, erozí půdy a ničením korálových útesů. V některých částech Šalomounových ostrovů je scink šalomounský také loven a jeho maso je považováno za lahůdku.
Ochranná opatření ve volné přírodě jsou obtížně realizovatelná, protože Šalomounovy ostrovy patří mezi rozvojové země a ochrana lesů přináší místním jen malé výhody. Druh je od roku 2001, kdy tak bylo rozhodnuto na konferenci v Pařiži, zapsán v Úmluvě o mezinárodním obchodu s ohroženými druhy volně žijících živočichů a rostlin, příloze II, aby tak bylo obchodování s ním na celosvětové úrovni omezeno a podřízeno dozoru. Pro ochranu druhu je nicméně nutné, aby docházelo ke kontrole nelegálních odchytů a exportů. Mezinárodní svaz ochrany přírody (IUCN) scinka šalomounského považuje za téměř ohrožený taxon, přičemž jej hodnotí teprve od roku 2021. IUCN k podobným závěrům vede pravděpodobný významný úbytek populací – ale pravděpodobně menší než 30 % za deset let – spojený se ztrátou a fragmentací stanovišť a lovem. IUCN zároveň uvádí, že pro scinka šalomounského nebyla stanovana žádná druhově specifická ochranná opatření, navíc ani není jisté, jestli obývá některá chráněná stanoviště.

## Chov v zajetí
Vzhledem k složitému rozmnožovacímu cyklu druhu a pomalému růstu je obtížné scinka šalomounského chovat v zajetí. Pro tyto účely je vhodné terárium s konstantní teplotou 27 až 29 °C, nejlépe se sáláním tepla – jak shora, kde se může vyhřívat podobně jako za soumraku, tak i zespoda, což umožňuje rychlejší trávení. Nutný je stromový kryt. Doporučováno je tyto scinky chovat také s malým bazénkem uvnitř terária, díky kterému je v prostoru udržována vlhkost. Na povrch terária se používá materiál zadržující vlhkost, například rašelina, je možno použít i kočičí stelivo. Doporučuje se krmit kapustou, fazolemi či batáty, vhodné je do jídelníčku zařadit také ovoce (jablka, kiwi, fíky), či do terária nasadit šplhavnici zlatou (Epipremnum aureum), kterou lze také občasně zpestřit jídelníček. Může být obtížné umístit několik jedinců do společného terária, protože může docházet ke vzájemným agresivním interakcím.
V dobrých podmínkách se scink šalomounský může dožít až 15 let.

### Chov v zoo
V rámci Evropy byl tento druh na počátku roku 2020 chován přibližně v šesti desítkách zoo.
V Česku scinka šalomounského chovala na konci roku 2018 tato zoo zařízení:
- Zoo Jihlava – několik úspěšných odchovů včetně roku 2018[2][32]
- Zoo Liberec – jeden pár v pavilonu tropů[34]
- Zoo Praha – chov od roku 1989[35], na konci roku 2018 chován jeden samec[32], k vidění v pavilonu Terarium v dolní části zoo[35]
- Zoopark Na Hrádečku, Horní Pěna – chov od roku 2018[33]